# Огава, Рёя
Рёя Огава (яп. 小川 諒也; род. 24 ноября 1996, Токио) — японский футболист, защитник клуба «Касима Антлерс». Выступал за национальную сборную Японии.

## Карьера

### «Токио»
Футболом начал заниматься в начальной школе. В 2011 году к футболисту проявляли внимание многие японские старшие школы, однако сам футболист хотел поступить в старшую школу «Рютсу Кэйдзай Касива», где и продолжил заниматься футболом. В конце 2014 года к футболисту проявляли интерес множество профессиональных японских клубов, однако сам футболист желал выступать за местный токийский клуб. В начале 2015 года футболист стал игроком столичного клуба «Токио». В марте 2015 года футболист сыграл единственный матч за сборную игроков Джей-лиги до 22 лет, позже вернувшись в столичный клуб.
В начале 2016 года футболист стал тренироваться с основной командой токийского клуба. В марте 2016 года вместе с клубом отправился на матч Лиги чемпионов АФК. Дебютировал за клуб 1 марта 2016 года в матче против вьетнамского клуба «Биньзыонг», отличившись результативной передачей. Дебютный матч в чемпионате футболист сыграл 6 марта 2016 года против клуба «Вегалта Сэндай», выйдя на поле в стартовом составе. С мая 2016 года футболист также стал выступать за вторую команду клуба. Дебютный гол за клуб футболист забил 31 мая 2017 года в матче Кубка Джей-лиги против клуба «Симидзу С-Палс».
В сезоне 2019 года футболист стал полноценно тренироваться с основной командой токийского клуба. Первый матч в сезоне футболист сыграл 23 февраля 2019 года против клуба «Кавасаки Фронтале», выйдя на поле в стартовом составе. Футболист сразу же смог выиграть конкуренцию в клубе, став ключевым крайним защитником. Дебютный гол в чемпионате футболист забил 19 мая 2019 года в матче против клуба «Хоккайдо Консадоле Саппоро». По итогу сезона вместе с клубом стал серебряным призёром чемпионата. В следующем сезоне вместе с клубом стал обладателем Кубка Джей-лиги, где в финале 4 января 2021 года победили клуб «Касива Рейсол».

#### Аренда в «Виторию» Гимарайнш
В мае 2022 года португальская «Витория» взяла футболиста в аренду до конца сезона с опцией выкупа за 1 миллион евро. В июле 2022 года футболист вместе с клубом отправился на квалификационные матчи Лиги конференций УЕФА. Дебютировал за клуб 21 июля 2022 года в матче против венгерской Академии Пушкаша, выйдя на поле в стартовом составе. Первым результативным действием за клуб футболист отличился 10 августа 2022 года в ответном матче третьего квалификационного раунда Лиги конференций УЕФА против хорватского клуба «Хайдук», отдав голевую передачу. Дебютный матч в чемпионате футболист сыграл 29 августа 2022 года против клуба «Каза Пия», выйдя на замену на 82 минуте. Однако закрепиться в клубе у футболиста не вышло, также несколько раз сыграв за вторую команду клуба. По окончании срока арендного соглашения футболист покинул португальский клуб.

#### Аренда в «Сент-Трюйден»
В июне 2023 года футболист на правах арендного соглашения присоединился к бельгийскому клубу «Сент-Трюйден» до конца сезона с опцией выкупа. Дебютировал за клуб 31 октября 2023 года в матче Кубка Бельгии против клуба «Франкс Боренc», выйдя на поле в стартовом составе. Первый матч в бельгийском чемпионате футболист сыграл 16 декабря 2023 года против клуба РВДМ47, выйдя на замену на 87 минуте. Первым результативным действием за клуб футболист отличился 4 февраля 2024 года в матче против клуба «Серкль Брюгге», отдав голевую передачу.

## Международная карьера
В марте 2021 года футболист получил вызов в национальную сборную Японии. Дебютировал за сборную 25 марта 2021 года в товарищеском матче против сборной Южной Кореи, заменив на 66 минуте Сё Сасаки.

## Достижения
«Токио»
- Обладатель Кубка Джей-лиги: 2020